# Trevoria escobariana
Trevoria escobariana är en orkidéart som beskrevs av Leslie Andrew Garay. Trevoria escobariana ingår i släktet Trevoria och familjen orkidéer. Inga underarter finns listade i Catalogue of Life.